# Manuel Marliani
Manuel Marliani Cassens (n. Cádiz; 13 de julio de 1795 - f. Florencia; 5 de enero de 1873) fue un escritor, diplomático y político español de origen milanés.
Estuvo casado con Charlotte de Folleville (1790-1850) y Giulia Mathieu y fue diputado, senador por la provincia de Baleares (1842-1843). Posteriormente fue senador del nuevo Reino de Italia.

## Obra
- L'Espagne et ses révolutions (1833)
- Aclaraciones sobre la misión a las cortes de Berlín y Viena (1839)[4]
- Histoire politique de l'Espagne moderne...'' (1840-1841)
- Histoire politique de l'Espagne moderne... Vol. 2 (1842)
- Historia política de la España moderna (1849)[5]
- De la Influencia del Sistema prohibitivo en la Agricultura, Industria, Comercio, y rentas públicas (1842) [6]
- La Regencia de D. Baldomero Espartero y sucesos que la prepararon [7]
- Combate de Trafalgar: Vindicación de La Armada Española (1850)[8]
- 1854-1869. Un cambio de dinastía: la Casa de Borbón y la Casa de Saboya. Memoria (1869)[9]